# Thunder Glacier (Antarktika)
Der Thunder Glacier (englisch für Donnergletscher) ist ein 6 km langer Kargletscher, der sich zwischen der Sierra DuFief und der Wall Range in ostwestlicher Ausrichtung über die Wiencke-Insel im westantarktischen Palmer-Archipel erstreckt.
Entdeckt wurde er im Zuge der Belgica-Expedition (1897–1899) des belgischen Polarforschers Adrien de Gerlache de Gomery. Der Falkland Islands Dependencies Survey benannte ihn nach dem donnernden Lawinenabgang, der sich hier bei seiner Vermessung 1944 ereignete.